# トミタ
株式会社トミタ（英: TOMITA CO.,LTD.）は、東京都大田区に本社を置く工作機械・工具を取り扱う専門商社である。

## 概要
1911年5月、冨田荘次郎が東京都中央区銀座に個人経営の冨田商店を興し、工具の輸入を始めたことが株式会社トミタの由来である。第二次世界大戦により工具の輸入が滞り半ば休業を余儀なくされた。他方で戦況が進むにつれて国産工具の需要が増したことに注目した荘次郎が冨田工具株式会社を設立した。これが現在の株式会社トミタの前身になる。

## 事業内容
事業の主軸は工作機械の販売であるが、工具商社としての歴史を持つ同社は部品の提供から総合システムの供給まで行っている。また工作機械の販売業務だけではなく、エンジニアリング企業とのタイアップなどを積極的行い、工場の自動化をはじめとしたIoTの導入、工場のDX化、省人化を推進している。
国外においては、日本企業の海外進出に伴い、同社も海外に拠点を置き積極的な海外進出を進めている。従業員の約半数が海外におり、日本企業が工場を海外に移転させる際は同社の国内外の拠点を生かした解体・搬送・設置等を一貫して提供している。同じく国内外の拠点を生かし、国内と国外のユーザーに対し同じ商品を一社から供給できることを同社の特長としている。

### 主な取り扱いメーカー(国内)
- オークマ株式会社
- DMG森精機株式会社
- ファナック株式会社
- 株式会社岡本工作機械製作所
- 高松機械工業株式会社
- ダイキン工業株式会社
- 株式会社牧野フライス製作所
- 東京精密株式会社
- シチズンマシナリー株式会社
- 村田機械株式会社
- 黒田精工株式会社
- 芝浦機械株式会社
- ヤマザキマザック株式会社
- 株式会社ソディック
- ブラザー工業株式会社
- 浜井産業株式会社
- その他数千社

### 主な取り扱いメーカー(輸入)
- オルトリングハウス(Ortlinghaus-Werke GmbH)
  - プレス機械用クラッチ/ブレーキ、舶用クラッチ・ウィンチ用ブレーキ
- ジマーマン(F.Zimmermann GmbH)
  - 高速大型5軸マシニングセンタ…アルミニウム加工、自動車産業・航空宇宙産業向け
- ユーイング(Joachim Uhing KG GmbH & Co)
  - リニア―ドライブ原理を応用した製品が中心。リニア―ドライブナット。
- ラップレーザー(LAP LASER)
  - レーザープロジェクター。航空宇宙産業、木工業界、風力発電ブレード、造船や塗装のマスキング、コンクリート・石材業界向け。
- BKマイクロ(BK Mikro)
  - 工具折損検出装置…大手工作機械メーカーなどで採用。
- PCM(PCM WILLEN SA)
  - 六角穴加工用ブローチツール…旋盤で六角穴加工が可能。
- エフ・ディー・エックス (FDX Fluid Dynamix GmbH)
  - 自励振動ノズル…流体、気体を左右に振動させるコアンダ効果を持つノズルであるが可動部品が故障リスクが少ない。洗車機や産業用洗浄機などで採用。

## 沿革[1]
- 1911年5月: 冨田荘次郎が冨田商店を開業
- 1919年8月: 株式会社として改組
- 1943年4月: 現株式会社トミタの前進にあたる冨田工具株式会社を設立
- 1947年7月: 大阪営業所（現: 大阪支店）を開設
- 1962年2月: 本社（銀座）ビル落成
  - 現在はトミタビルとして貸しビルになっている
- 1969年8月: 名古屋営業所（現 名古屋支店）を開設
- 1970年4月: 本社営業部（大森）社屋落成
- 1970年7月: 富善商店と合併、社名を株式会社トミタに改称
- 1971年1月: 小山営業所（現: 栃木営業所）と厚木営業所（現: 神奈川営業所）を開設
- 1979年7月: 北陸営業所を開設
- 1980年7月: 埼玉営業所を開設
- 1982年4月: 沼津営業所（現: 静岡営業所）を開設
- 1984年10月: TOMITA U.S.A.,INC. をアメリカに設立
- 1985年5月: 店頭（現: JASDAQ上場）登録、資本金3億9,750万円に増資
- 1985年11月: 甲府事務所（現: 山梨事務所）を開設
- 1988年10月: 四国営業所（現: 四国事務所）を開設
- 1991年3月: TOMITA U.K. ,LTD. をイギリスに設立
- 1995年4月: TOMITA ASIA CO.,LTD. を設立
- 1999年4月: TOMITA CANADA INC. をカナダに設立
- 2000年8月: TOMITA U.S.A.,INC. (ALABANA BRANCH)を開設
- 2002年6月: 茨城事務所（現: 茨城営業所）を開設
- 2002年7月: 福山事務所（現: 中国事務所）を開設
- 2003年10月: 広州富田国際貿易有限公司（中国）を設立
- 2005年07月: PT.TOMITA INDONESIAをインドネシアに設立
- 2007年6月: ISO14001取得
- 2008年1月: TOMITA USA INC.(INDIANA BRANCH)を開設
- 2008年3月: 仙台事務所（現: 東北事務所）を開設
- 2008年7月: TOMITA U.K. ,LTD. （DURHAM BRANCH）を開設
- 2011年10月: TOMITA ASIA CO. ,LTD. (CHONBURI BRANCH)を開設
- 2012年7月: VIETNAM TOMITA CO. ,LTD. をベトナムに設立
- 2012年12月: TOMITA MEXICO,S.DE R.L.DE C.V. をメキシコに設立
- 2013年9月: TOMITA INDIA PVT.LTD. をインドに設立
- 2017年4月: VIETNAM TOMITA CO.,LTD. (HO CHI MINH OFFICE)を開設
- 2017年6月: TOMITA INDIA PVT.LTD. (GUJARAT OFFICE)を開設
- 2019年1月: TOMITA U.S.A., INC. (GEORGIA BRANCH)を開設
- 2021年6月: 代表取締役社長に冨田稔が就任。代表取締役会長に冨田薫が就任
- 2021年9月: TOMITA INDIA PVT.LTD. (BENGALURU BRANCH)を開設
- 2021年10月: TOMITA U.S.A., INC. (KENTUCKY OFFICE)を開設
- 2022年1月: 東京証券取引所より同年4月市場区分の再編に関して、スタンダード市場への割当が決定
- 2024年2月: TOMITA INDIA PVT.LTD. (CHENNAI BRANCH)を開設
- 2024年4月: 有限会社フィールドの全株式を取得し、事業承継を完了

## 役員[2]
- 取締役会長: 冨田 薫
- 代表取締役社長: 冨田 稔
- 専務取締役: 樋口 勝幸
- 常務取締役: 小倉 弘司
- 取締役: 中村 龍二、栗田 純夫、樺木 徹
- 社外取締役: 金口 和正
- 常勤監査役: 齋藤 正
- 社外監査役: 土師 良一、杉本 健司

## 拠点

### 国内
- 本社
  - 住所: 〒143-8533 東京都大田区大森中1-18-16
- 大阪支店
  - 住所: 〒564-0063 大阪府吹田市江坂町1-6-1
- 名古屋支店
  - 住所: 〒453-0035 愛知県名古屋市中村区十王町17-6
- 栃木営業所
- 神奈川営業所
- 北陸営業所
- 埼玉営業所
- 静岡営業所
- 茨木営業所
- 中国営業所
- 四国事務所
- 山梨事務所
- 東北事務所

### 海外
- アメリカ
- カナダ
- イギリス
- タイ
- 中国
- インドネシア
- ベトナム
- メキシコ
- インド

## 関連会社
- 株式会社トミタファミリー
  - 住所: 東京都大田区大森中1-18-16
- 株式会社ツールメールクラブ
  - 住所: 東京都大田区大森中1-18-16
- 有限会社フィールド
  - 住所: 愛知県岩倉市井上町流87

## オフィシャルスポンサー
- アースフレンズ東京Z